# Joseph Colaco
Joseph Philip Colaco é um engenheiro estrutural indiano.
Obteve um PhD em engenharia estrutural na Universidade de Illinois em Urbana-Champaign em 1965.
Em 1965, empregado pela Skidmore, Owings and Merrill, começou a trabalhar em Chicago, Illinois.
É conhecido por suas contribuições ao projeto de diversas edificações nos Estados Unidos, Oriente Médio e Índia, incluindo o John Hancock Center, o JPMorgan Chase Tower, o Burj Khalifa em Dubai (o maior arranha-céu da atualiadde) e o The Imperial, duas torres gêmeas residenciais localizadas em Mumbai.
Foi eleito membro da Academia Nacional de Engenharia dos Estados Unidos.